# Fuhrmannhaus
Le Fuhrmannhaus (Maison de Fuhrmann) est le plus ancien bâtiment de l'ouest de Vienne. Il est situé dans le 14ème quartier viennois, Penzing.

## Histoire

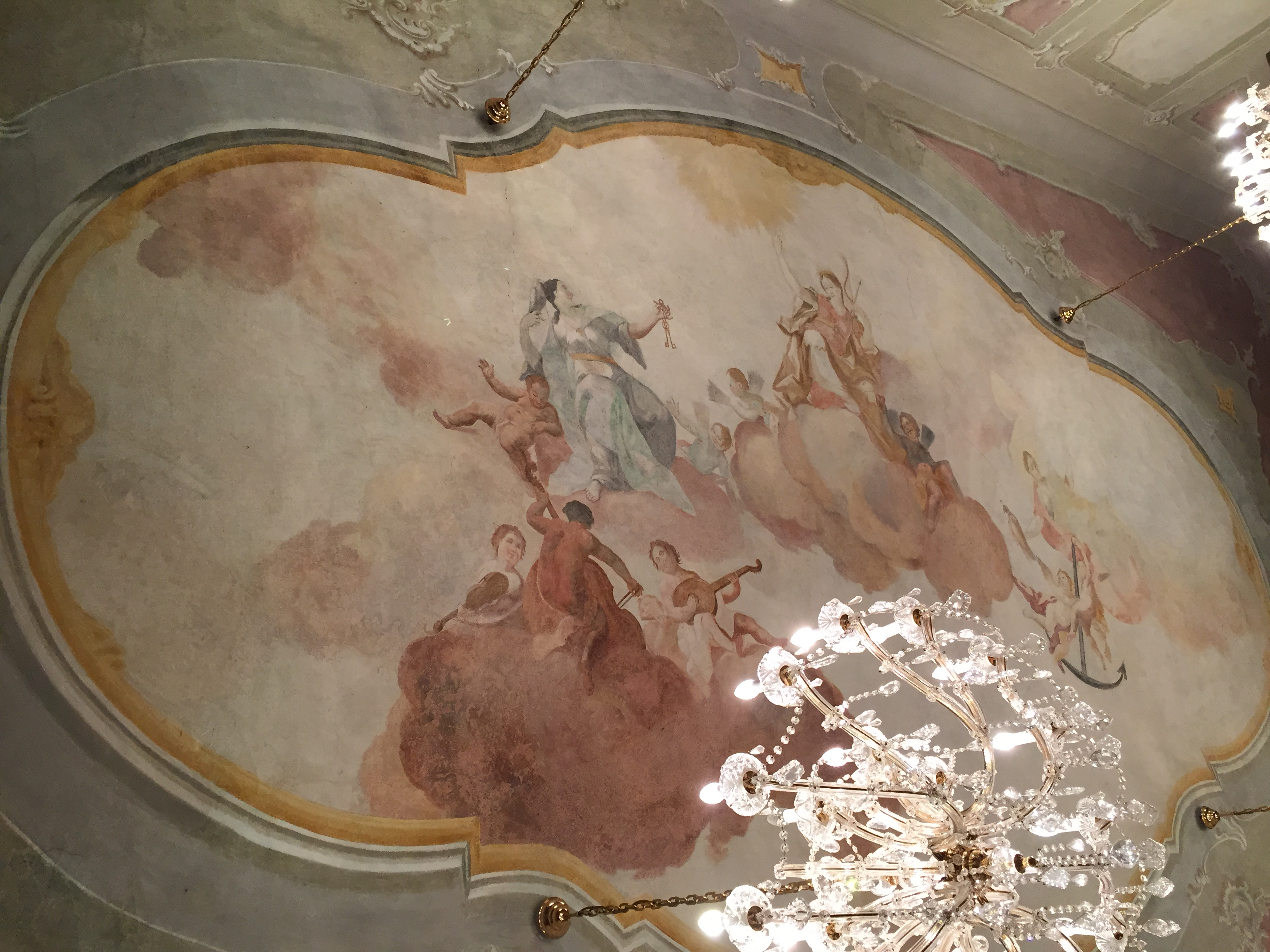
Fresque du plafond dans la Salle des fresques

L'histoire de la construction du Fuhrmannhaus peut être occupée jusqu'au XVIIe siècle par une rampe d'escalier datant de 1687. Cette balustrade fait partie de la reconstruction après le second siège turc de Vienne, en 1683. À l'emplacement de la maison, on peut également trouver une tour de guet romaine et un village médiéval. En outre, une fenêtre barrée dans la cour de la maison date d'avant 1500. Dans le bâtiment se trouve une petite salle des fresques de la fin du XVIIe siècle. Cette salle est aujourd'hui utilisée pour des événements culturels tels que des concerts classiques et des lectures. En outre, le Fuhrmannhaus abrite une taverne à vin. Dans la cour, des expositions d'art et des marchés de producteurs organisées.
Au cours de ses trois siècles d'histoire, le Fuhrmannhaus a changé de mains plusieurs fois. Acquis par les Barnabites vers 1680, il fut utilisé pendant plus de cent ans comme une ferme et comme lieu d’été pour les membres du monastère. En 1840, Franz Xaver Fuhrmann acheta le domaine et exploita une entreprise de wagons pendant plusieurs décennies. Depuis lors, il est resté en possession des héritiers de la famille Fuhrmann et a ainsi reçu son nom actuel.

## Galerie

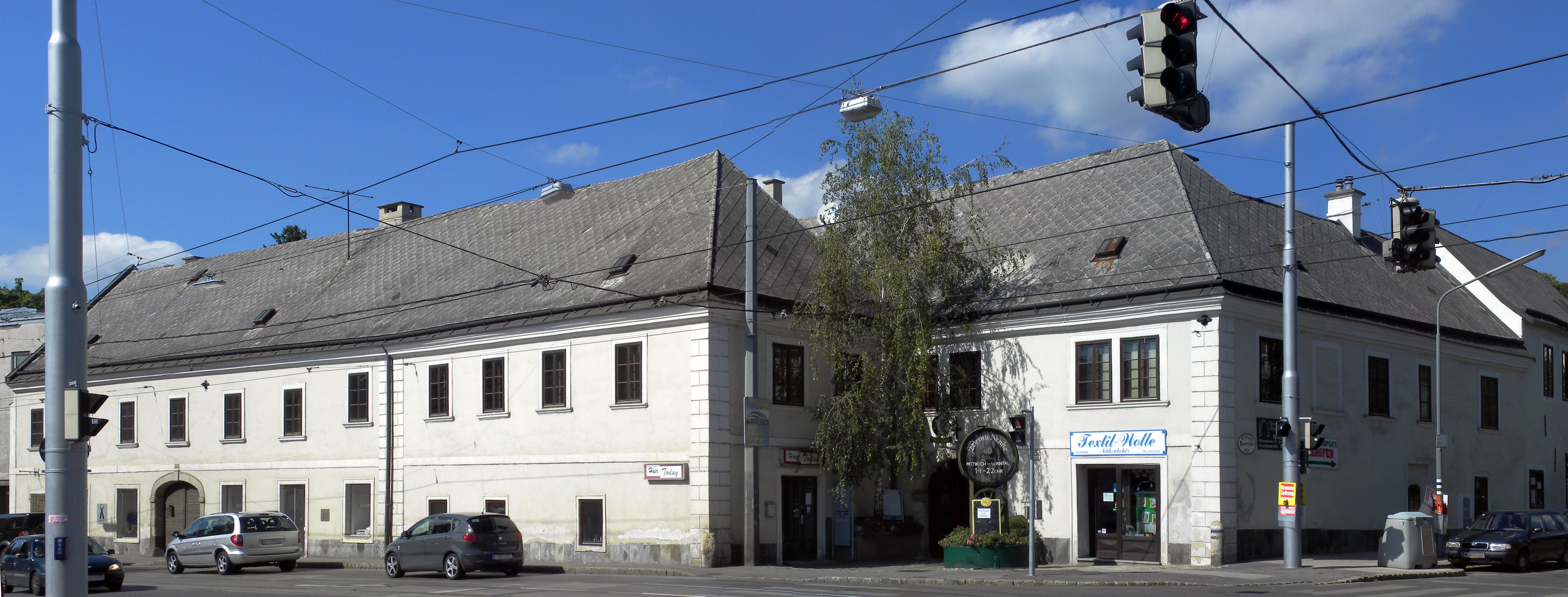
vue de face
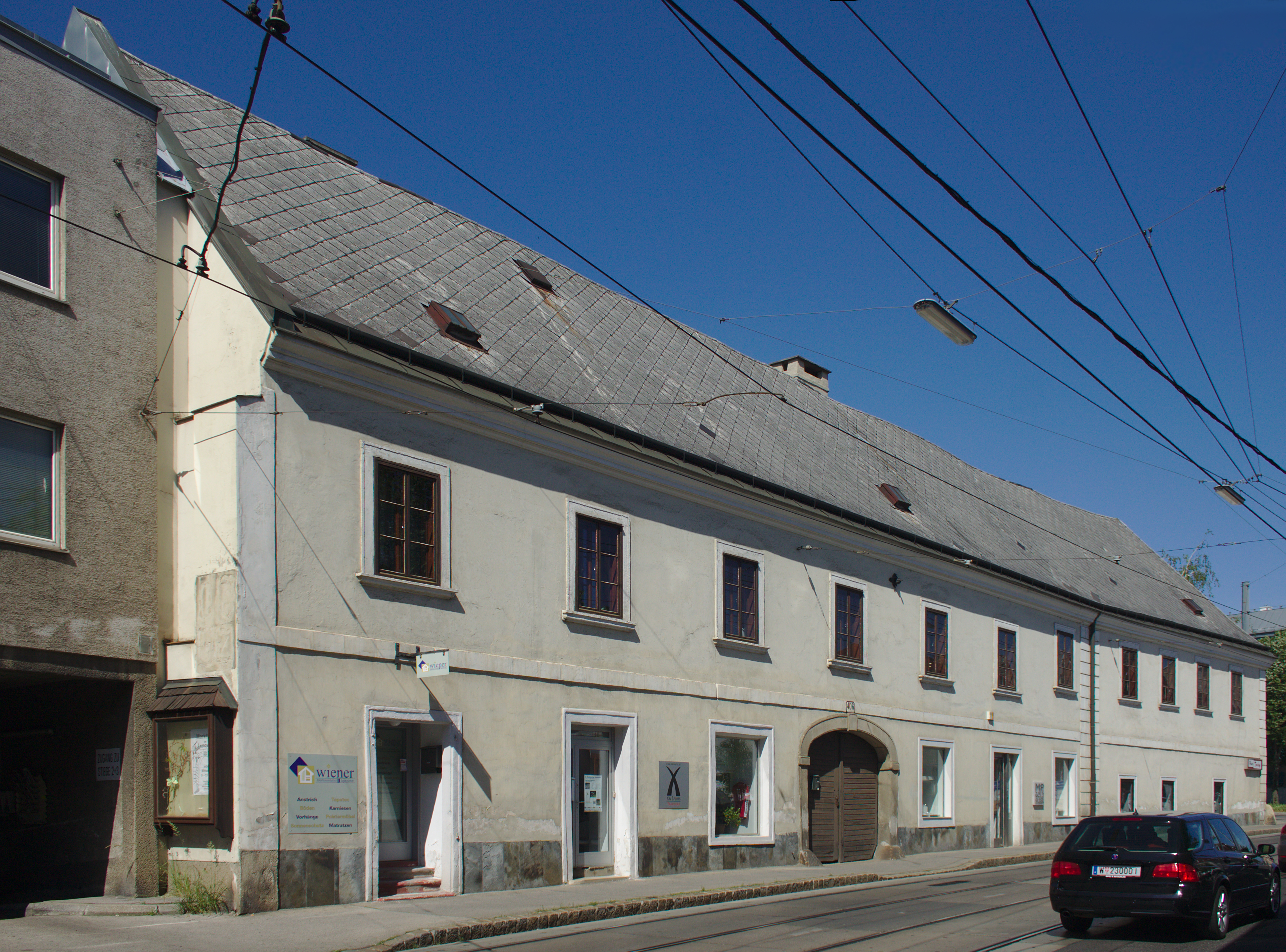
dehors
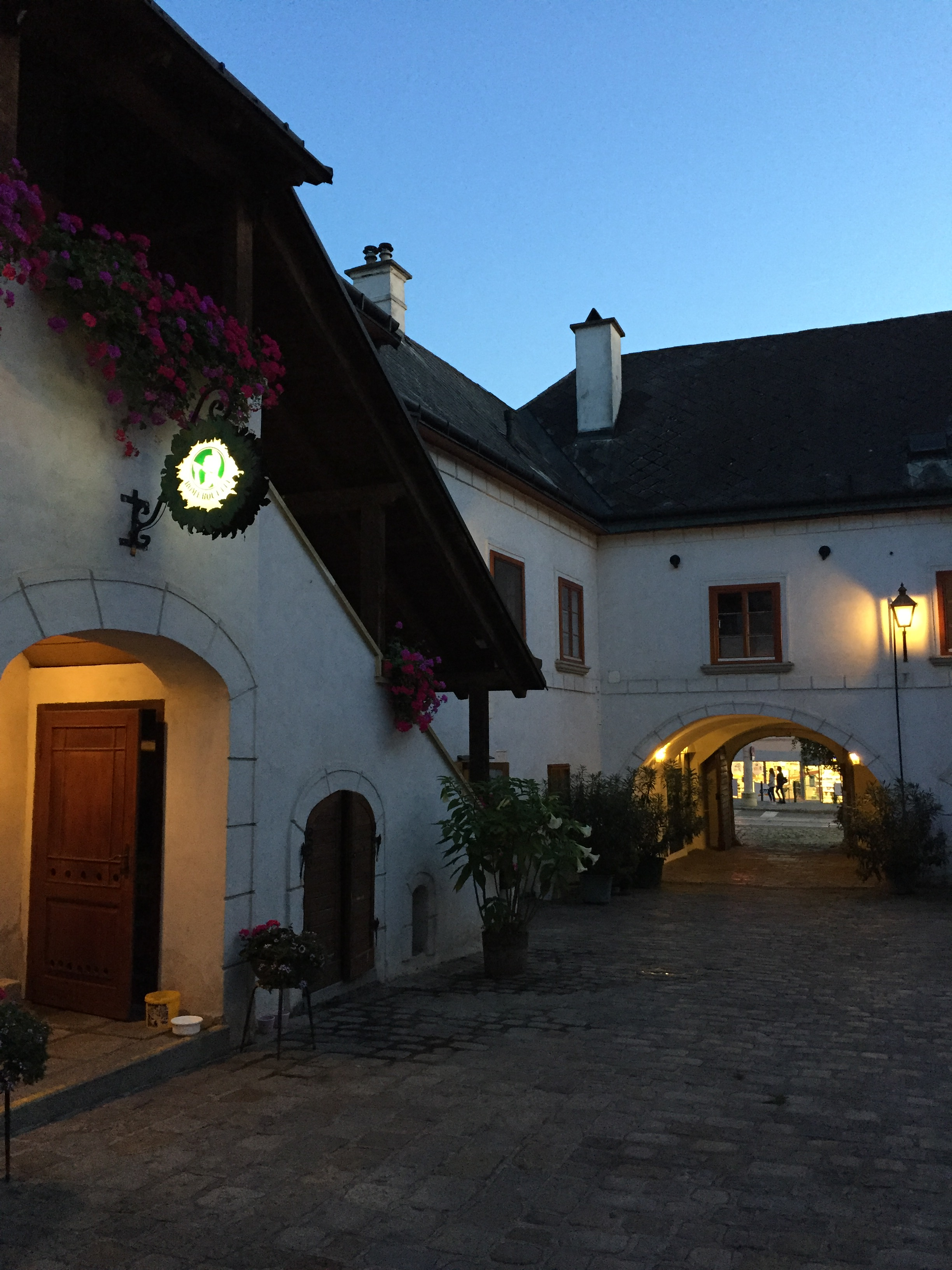
Cour du soir
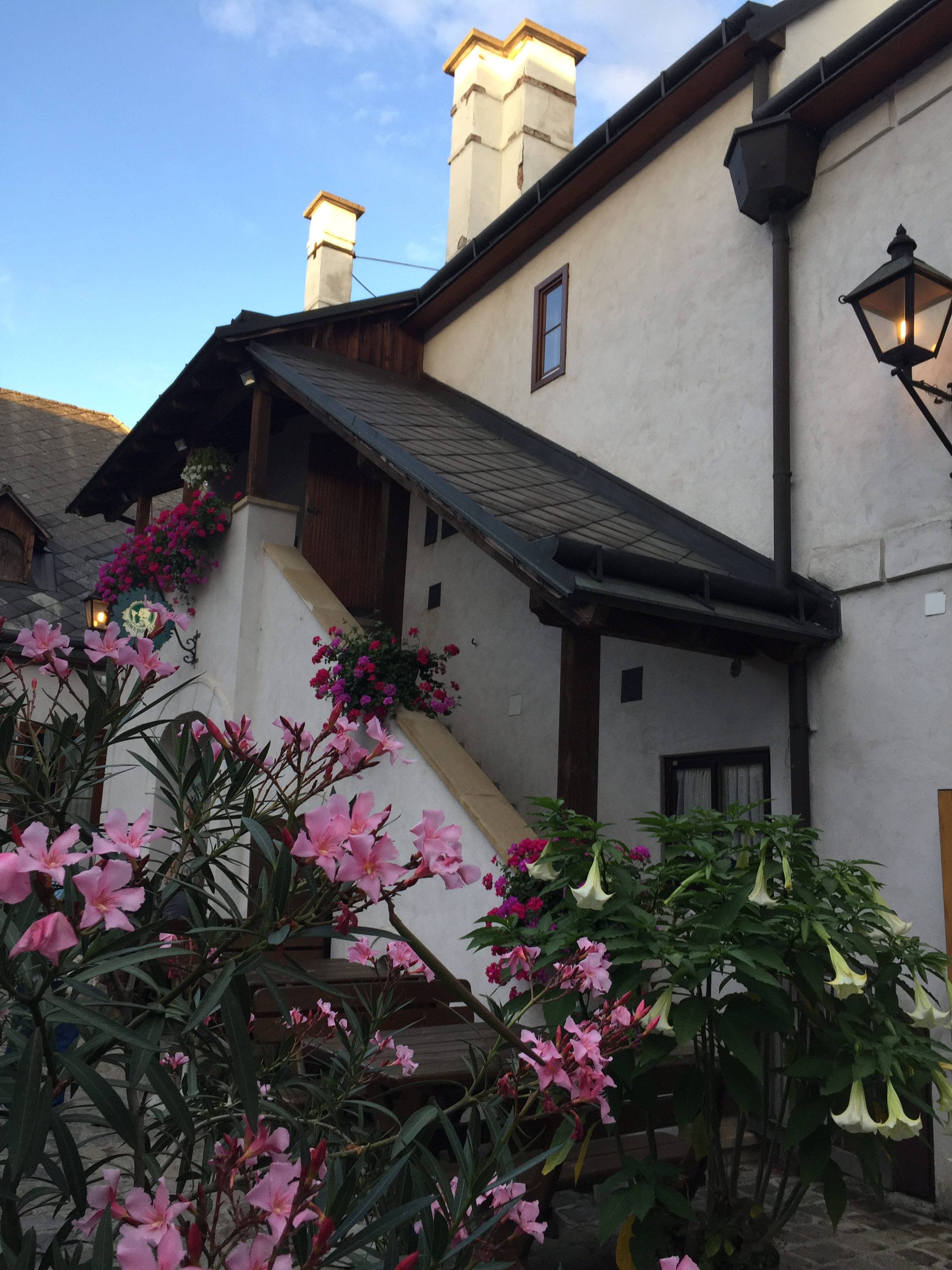
Escalier dans la cour
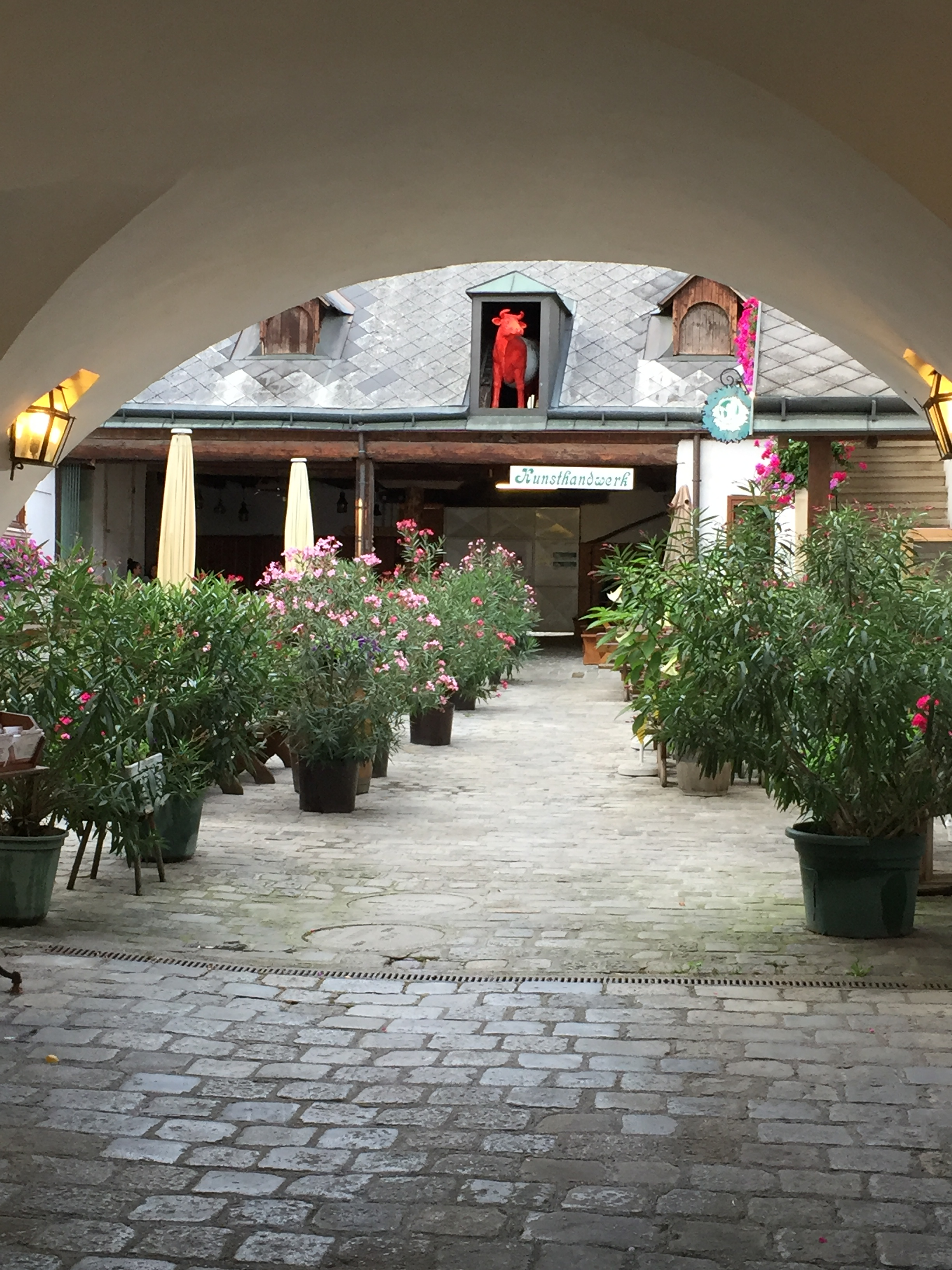
Cour à l'entrée
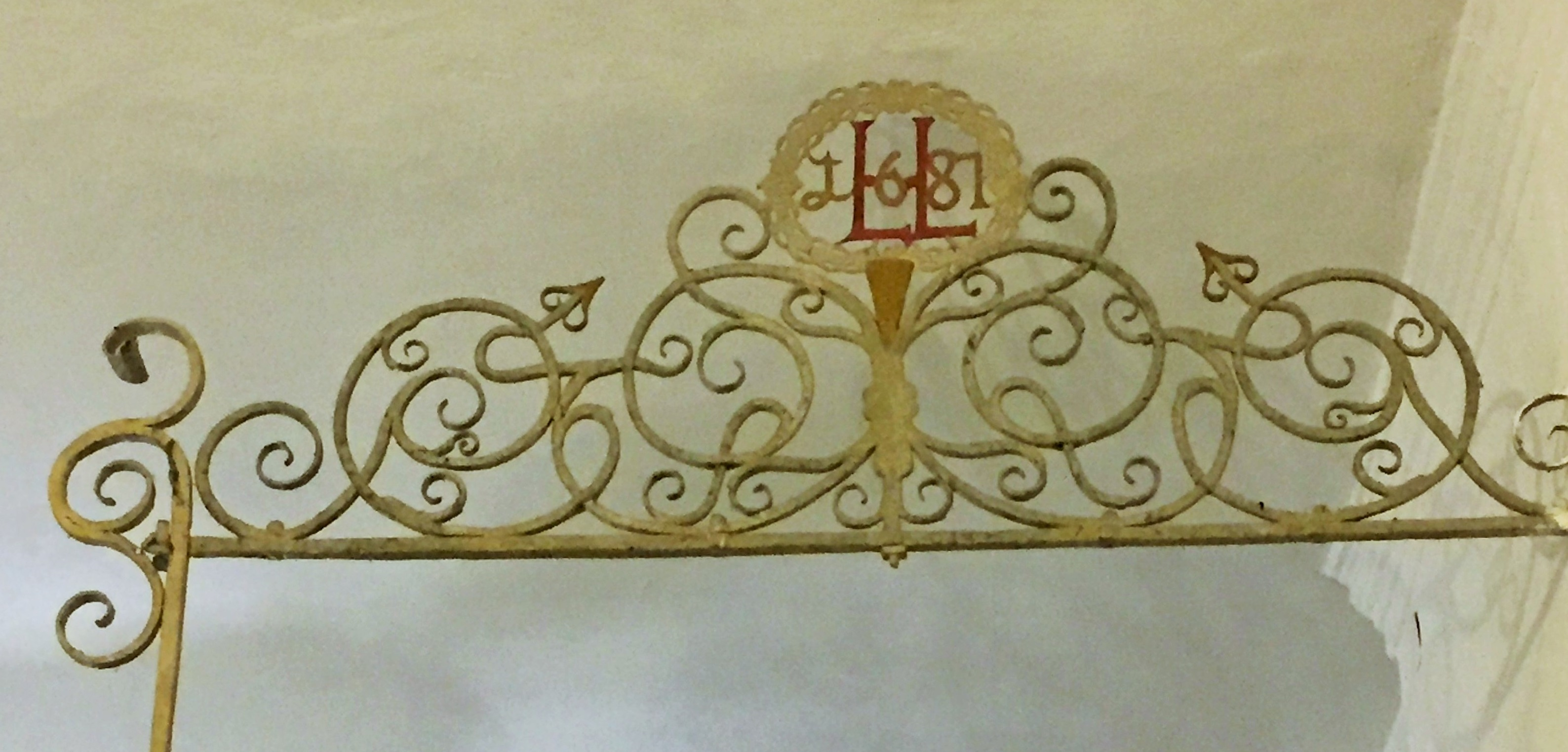
Rampes (1687)
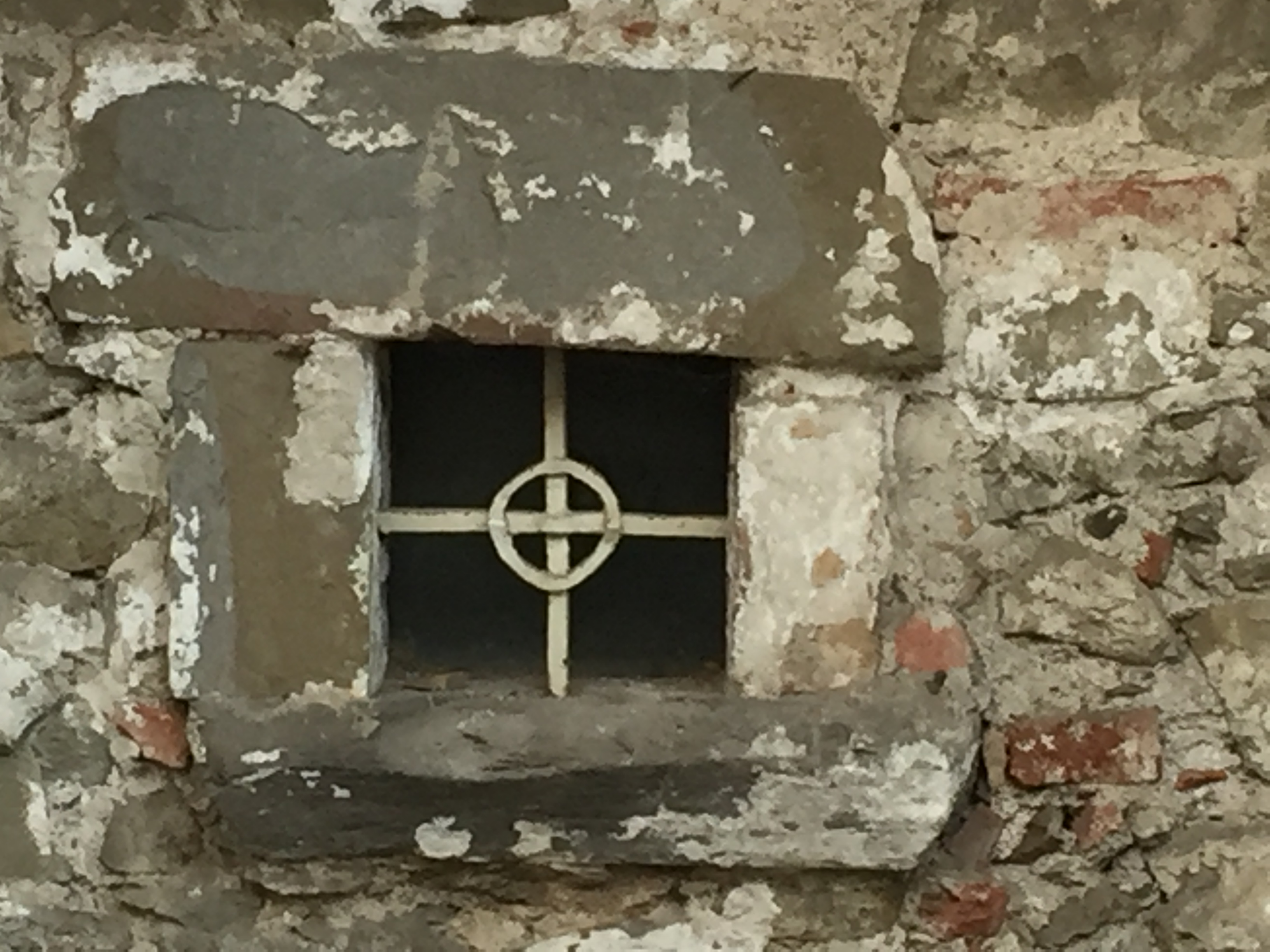
Fenêtre barrée dans la cour, avant 1500
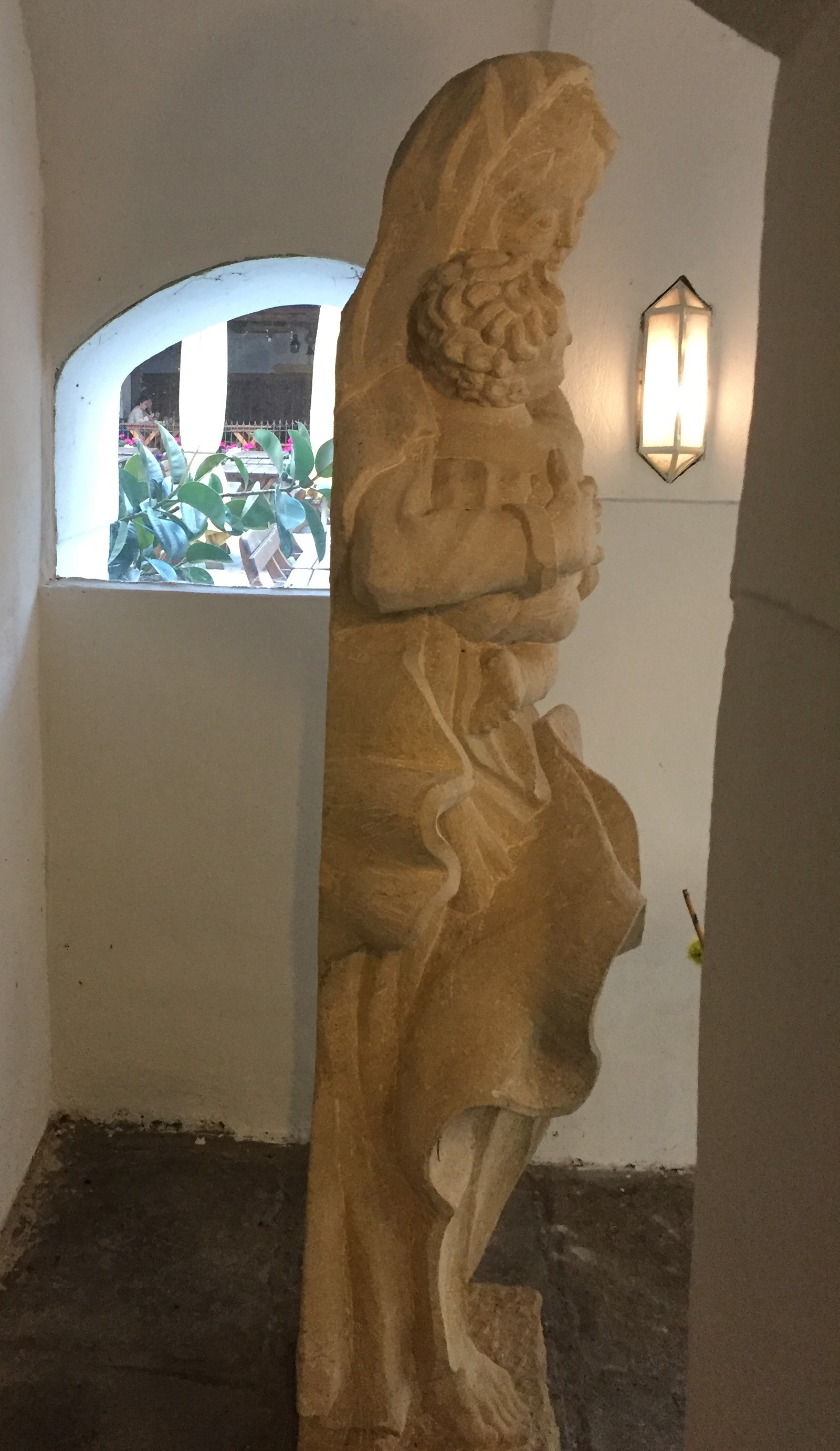
Maria avec l'enfant (statue, année inconnue)
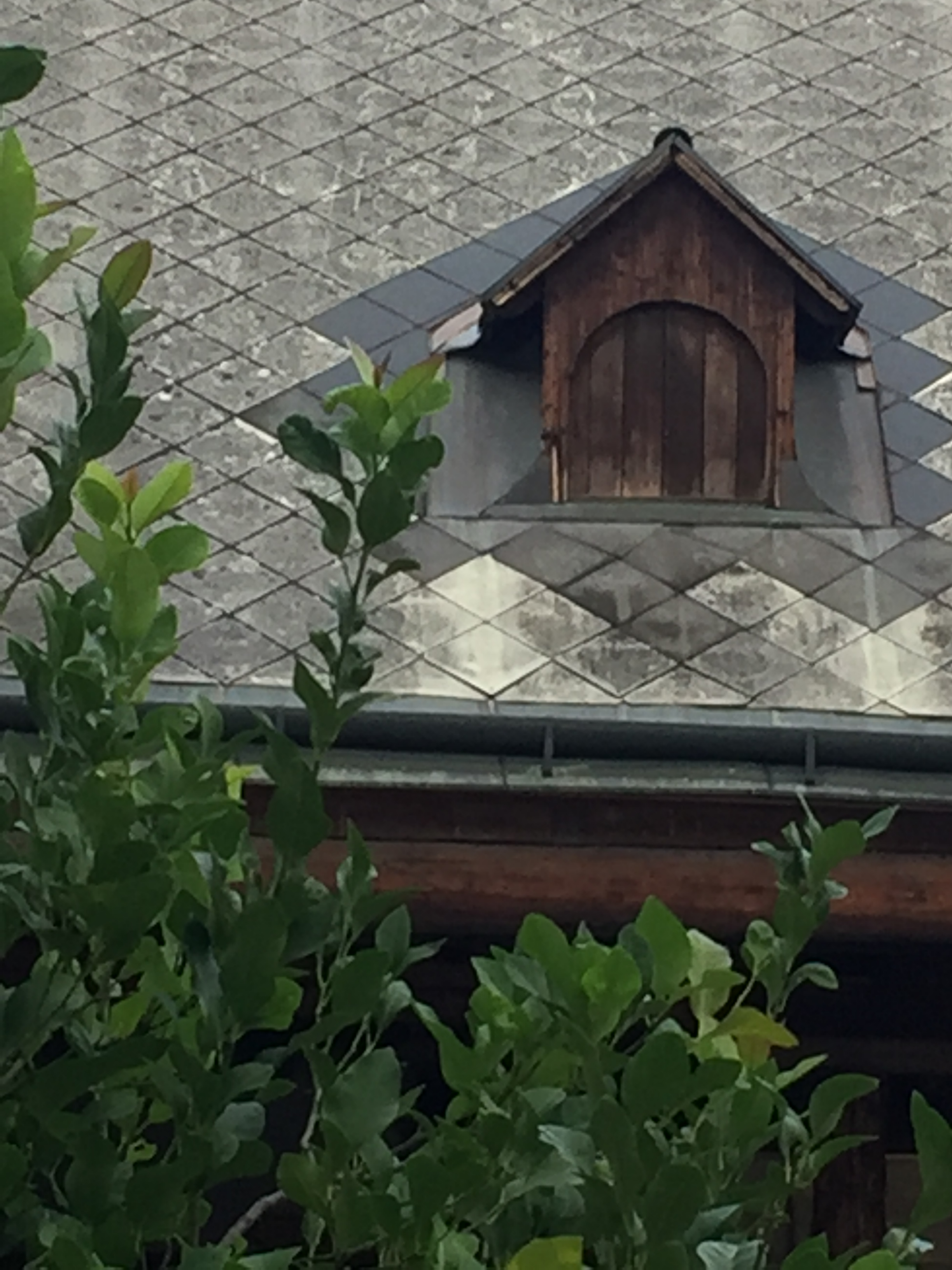
lucarne
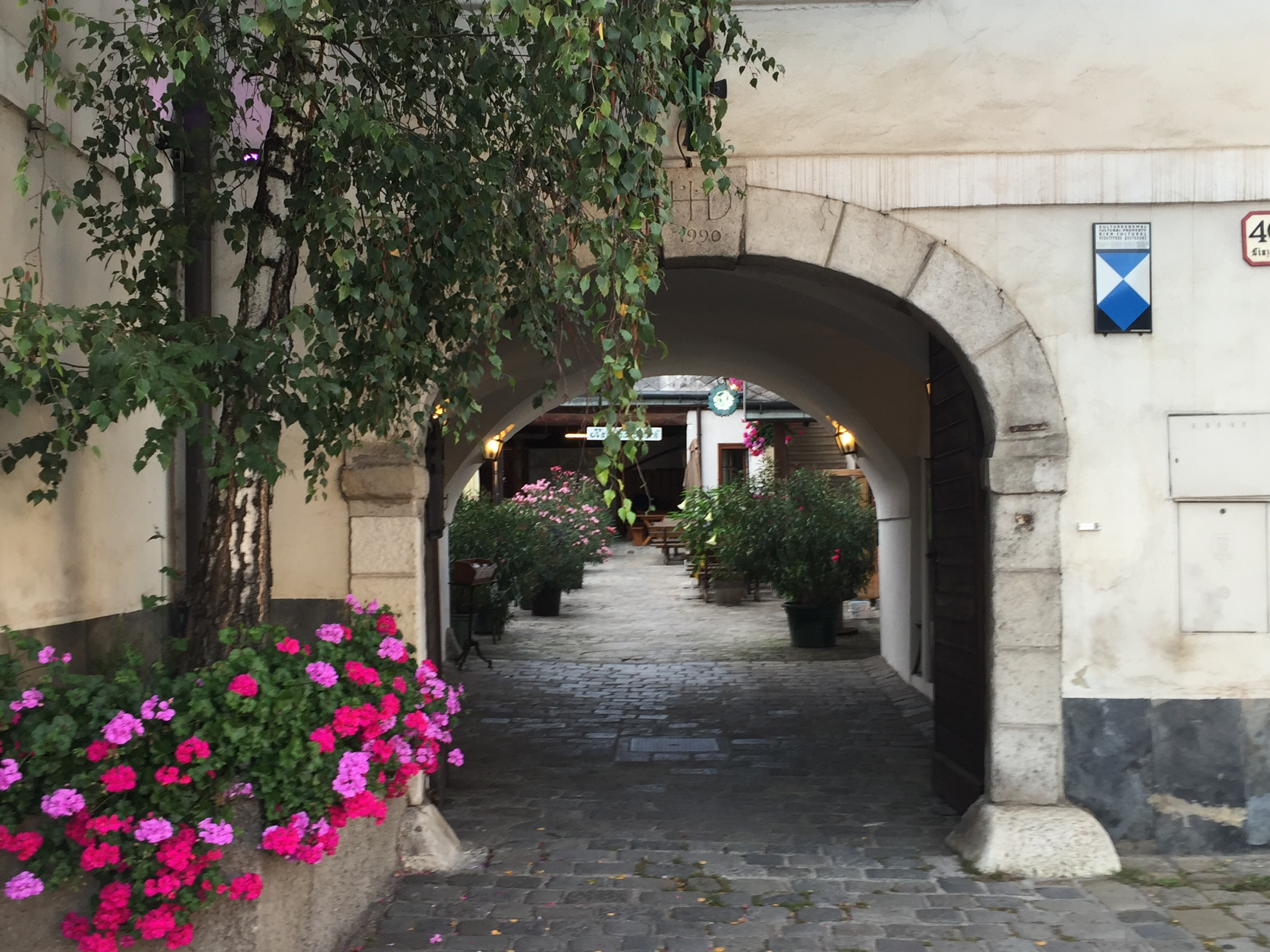
Porte d'entrée, à l'extérieur
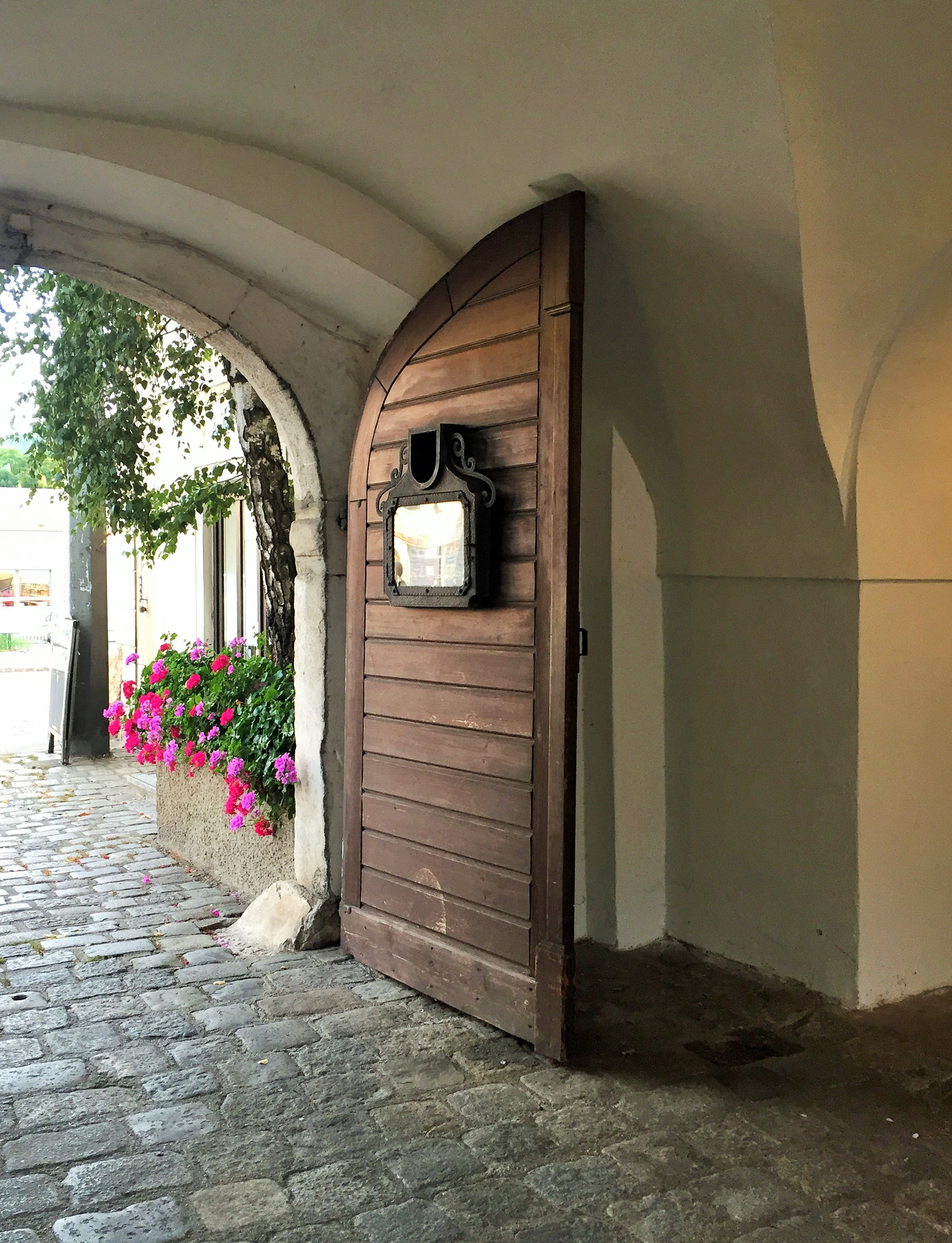
Porte d'entrée, à l'intérieur
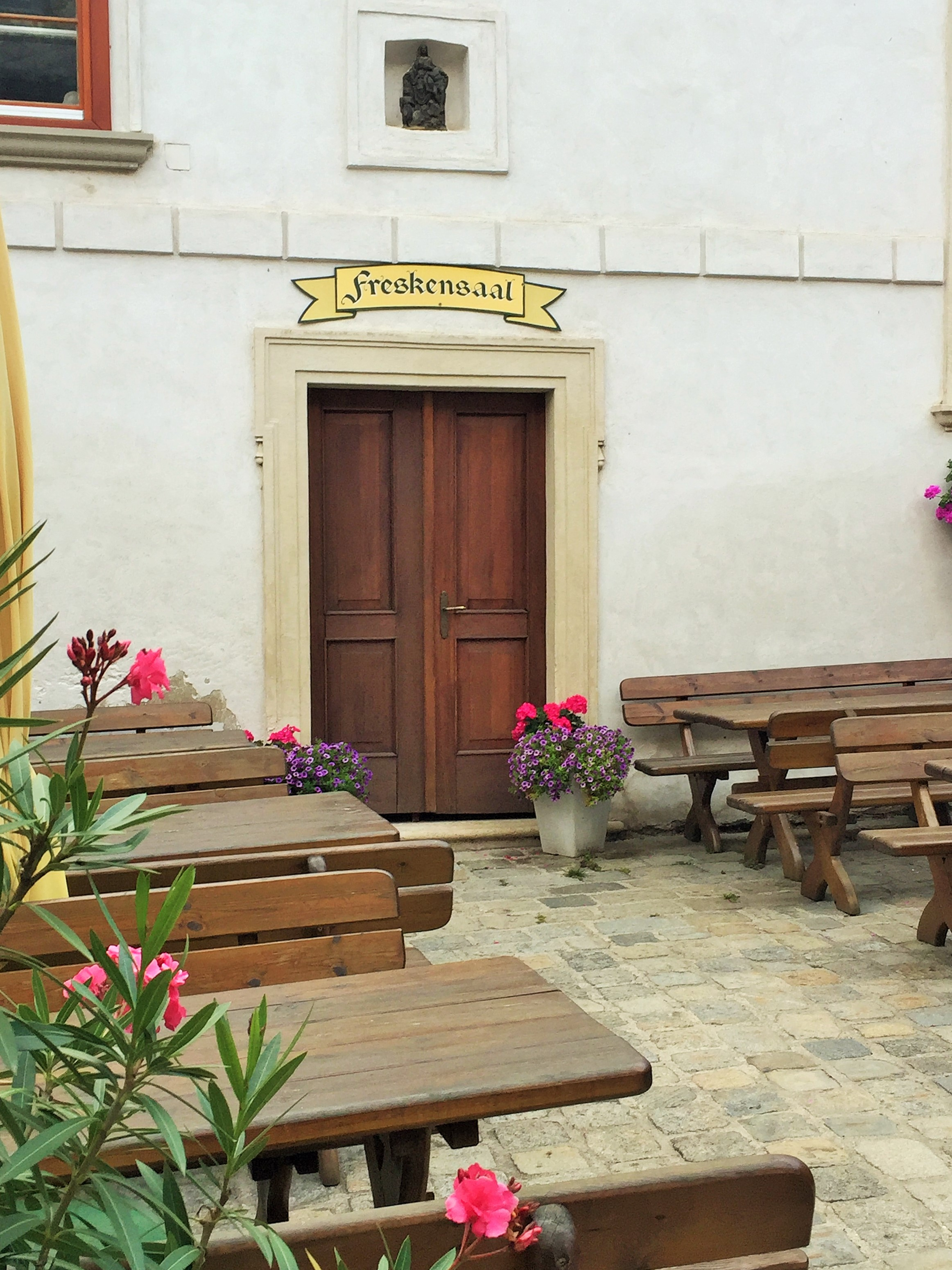
Entrée de la salle des fresques dans la cour

## Littérature
- Felix Czeike: guide culturel du district de Vienne, XIV. Penzing. Verlag Jugend & Volk, Vienne 1980, page 43.

## Liens Web
- Site officiel de l'administration du Fuhrmannhaus
- Entrée sur le site internet Vienna History Wiki .
- Weinschenke in Fuhrmannhaus